# العلاقات الغانية الفلسطينية
العلاقات الغانية الفلسطينية هي العلاقات التي تربط بين دولة فلسطين وغانا.

## التاريخ
تبنت غانا مواقف منظمة الوحدة الإفريقية (حل محلها الاتحاد الإفريقي) فيما يخص القضية الفلسطينية، وأعلنت اعترافها بمنظمة التحرير الفلسطينية ممثلًا وحيدًا وشرعيًا للشعب الفلسطيني، وأيدت حقه في تقرير مصيره وإقامة دولته المستقلة.
قطعت غانا علاقاتها مع إسرائيل إثر حرب 1973.
بدأت الاتصالات الغانية الفلسطينية عام 1973، وأسفرت عن افتتاح ممثلية منظمة التحرير الفلسطينية لدى غانا في عام 1986.
أسست منظمة التحرير الفلسطينية مكتبًا لها في غانا في عام 1986، وشارك في افتتاحه ياسر عرفات رئيس المنظمة.
في 29 نوفمبر 1988، اعترفت غانا بدولة فلسطين، ورفعت التمثيل الدبلوماسي الفلسطيني لديها من مستوى مكتب إلى مستوى بعثة دبلوماسية كاملة، ومنحت ممثل منظمة التحرير صفة سفير دولة فلسطين.

### حرب غزة 2023–2025
أعلن الرئيس الغاني جون ماهاما عن تجهيز بلاده قافلة مساعدات تضم 40 طنًا من المنتجات الغذائية والعينية العاجلة وذلك لصالح قطاع غزة.
كرا 2-8-2025 وفا- أعلن رئيس جمهورية غانا تقديم بلاده مساعدة عاجلة للشعب الفلسطيني، في ظل الظروف الإنسانية الصعبة وغير المسبوقة التي يعاني منها قطاع غزة.

## التمثيل الدبلوماسي
تمتلك دولة فلسطين سفارة لها في العاصمة الغانية أكرا، بينما يقتصر التمثيل الغاني لدى فلسطين على سفير فوق العادة ومفوض غير مقيم ومقر إقامته القاهرة.